# 頭份交流道
頭份交流道為國道一號的交流道，位於臺灣苗栗縣頭份市，指標為110k，是苗栗縣北部的主要聯外交流道。在頭屋交流道完工通車前，頭份交流道與苗栗交流道之間相距達22公里，曾為國道一號最長的交流道間距。
|              | 110 頭份 |      | 頭份 |
|              | 110 頭份 | 三灣 |      |
| 獅頭山風景區 | 110 頭份 |      |      |
| 頭份工業區   | 110 頭份 |      |      |

## 鄰近公路系統
- 台1線
- 縣道124號
- 縣道124甲線
- 苗7線